# オットギ
株式会社オットギ（OTTOGI　CORPORATION）は大韓民国の食品会社である。オットギセンターはソウル特別市江南区、永東大路308(大峙洞)、本店は京畿道安養市東安区興安大路405(平村洞)に所在している。系列会社はオットギラーメン(株)、オットギ製油(株)とオットギ冷凍食品(株)などがある。

## 沿革
- 1969年5月 - オットギ創立。国内最初のカレー生産販売。
- 1970年4月 - 国内最初のスープ生産。
- 1971年8月 - 国内最初のトマトケチャップ生産。
- 1972年6月 - 安養工場の竣工、国内最初のマヨネーズ生産。
- 1977年12月 - 国内初の純植物性マーガリン生産。
- 1981年4月 - 国内最初のレトルト製品生産（オットギ3分料理のレトルト食品の始まり）。
- 1992年7月 - 三南工場の竣工。
- 1992年7月 - 先天性心臓病の子供たちの手術費を後援開始。
- 1994年8月 - 韓国取引所の有価証券上場
- 2004年8月 - 大豊工場の竣工。
- 2005年11月 - 第42回貿易の日、錫塔産業勲章受勲。
- 2006年3月 - 第33回商工の日、錫塔産業勲章受勲。
- 2010年4月 - オットギセンター（大峙洞）社屋に入居。
- 2012年1月 - 2011年の雇用創出100大優秀企業、大統領表彰。
- 2016年12月 - 2016年、家族親和優秀企業認証獲得。
- 2018年10月 - 第42回国家生産性大会、金塔産業勲章受勲。
- 2019年4月 - 先天性心臓病の子供たちの後援5,000人突破。
- 2019年5月 - 創立50周年。
- 2021年11月 - 子会社型障害者標準事業場(株)オットギフレンズ創立。

## 主な取り扱い品目
粉末、乾燥食品、調味ソース・食品、レトルト、簡便食、穀類加工食品、農・畜・水産食品類、ラーメン類、麺類、食油脂、香料類、茶流

## CM出演者

### 過去
- キム・ヨンエ（1986年-1993年）